# Колоа Талаке
Колоа Талаке (7 червня 1934 , Ваітупу  — 26 травня 2008 , Окленд )(англ. Koloa Talake) — політик островів Тувалу. Прем'єр-міністр Тувалу у 2001-2002 роках.

## Біографія
Представляв виборчий округ Ваїтупу в парламенті Тувалу. Згодом став міністром фінансів. У 2001-2002 році протягом 9 місяців був прем'єр-міністром Тувалу.
Під час свого правління продав національний інтернет-домен .tv американській приватній компанії, що принесло Тувалу значний дохід у казну. Також разом з лідерами Кірибаті і Мальдів подав до суду на уряди США і Австралії за те, що вони не ратифікували Кіотський протокол, а викиди парникових газів, як стверджували лідери, призведуть до підвищення рівня моря, що в кінцевому підсумку затопить їхні країни.
У 2002 році Талаке програв на загальних виборах і прем'єром став Сауфату Сопоанга. Талаке переїхав до Окленду, Нова Зеландія, де жили його діти. Там він помер у 2008 році.